# 吉隆老鹳草
吉隆老鹳草（学名：Geranium lambertii）是牻牛儿苗科老鹳草属的植物。分布于尼泊尔、印度、锡金、克会米尔以及中国大陆的西藏等地，生长于海拔3,000米的地区，一般生于山坡灌丛，目前尚未由人工引种栽培。